# Kings County Hospital Center

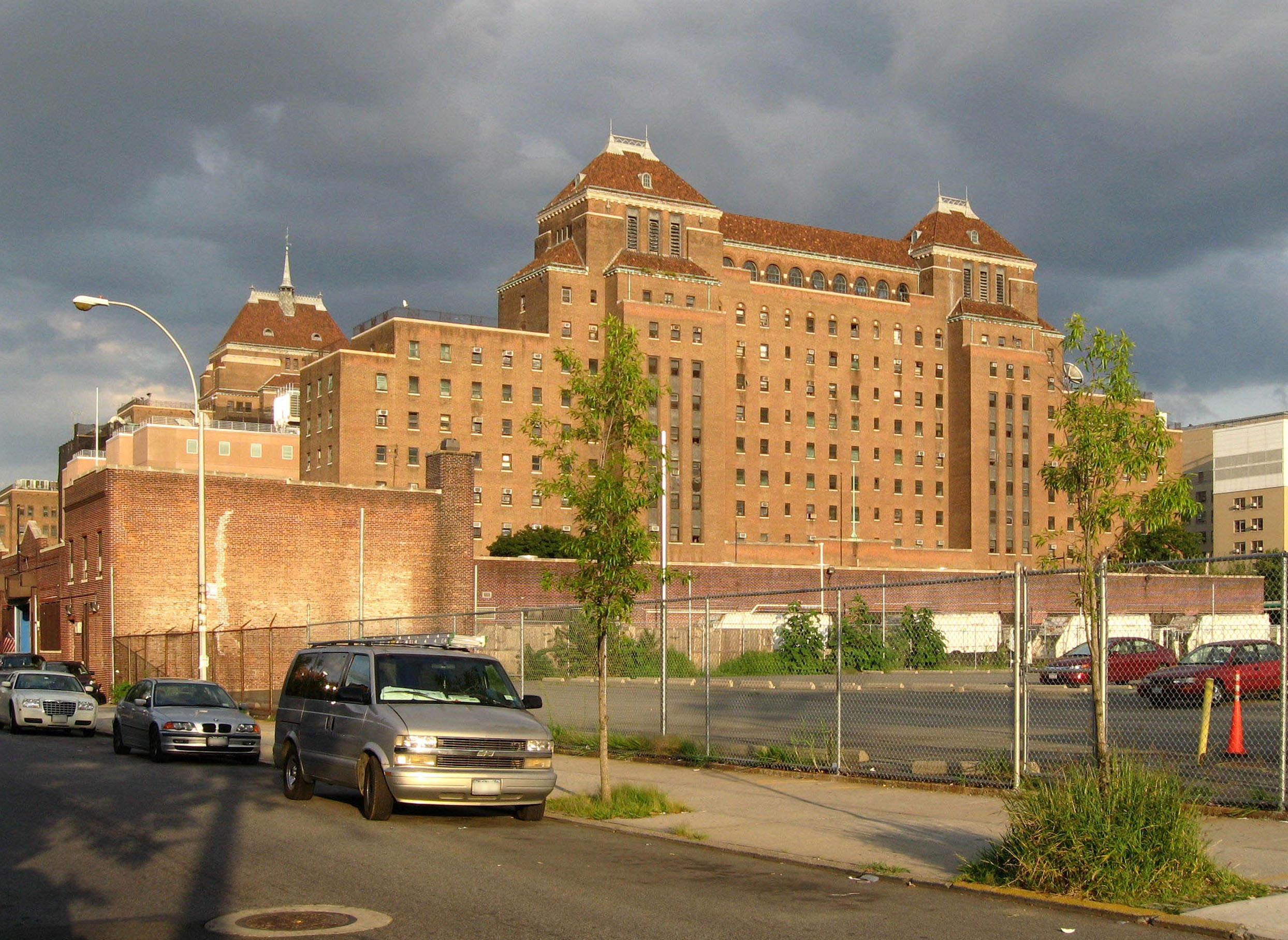
Gebäude des Kings County Hospital Center

Das Kings County Hospital Center ist ein 1833 gegründetes Krankenhaus in Brooklyn, New York City. Die Ärzte des Krankenhauses entwickelten die weltweit erste Dialyse-Maschine, leiteten die ersten Studien von HIV-Infektionen bei Frauen. Außerdem wurden hier die ersten Magnetresonanztomographie-Bilder vom Menschen erstellt.
Das Krankenhaus hat 627 Betten. 2007 wurde es von 539.894 Patienten aufgesucht und 2.423 Geburten wurden durchgeführt. In der Notfallambulanz wurden 116.689 Personen behandelt.
In dem Krankenhaus werden viele Nicht-Versicherte der Umgebung Brooklyn behandelt. Die US Army schult Soldaten von Reserveeinheiten in diesem Krankenhaus, um sie vor dem Einsatz in Ländern wie Afghanistan und dem Irak auf die Behandlung von in bewaffneten Auseinandersetzungen auftretenden Verletzungen vorzubereiten.
Am 19. Juni 2008 starb hier nach 24-stündiger Wartezeit in einem Wartezimmer die 49-jährige Afroamerikanerin Esmin Green. Dieser von einer Überwachungskamera aufgezeichnete Vorfall erregte weltweit Aufmerksamkeit.